# The Best of Brandy
The Best of Brandy ist die erste Best-of-Kompilation der R&B-Sängerin Brandy. Sie wurde 2005 veröffentlicht. Es ihr letztes und fünftes Album bei dem Label Atlantic.

## Hintergrund
Nachdem das Album Afrodisiac entgegen den Erwartungen der Plattenfirma Atlantic sich trotz einer goldenen Schallplatte für über 500.000 verkaufte Einheiten für das Label als Flop erwies, verlängerten die Sängerin und das Unternehmen als Konsequenz den Vertrag nicht. Dennoch blieb noch eine Veröffentlichung in den Bedingungen des Vertrags offen. Das Album diente somit nur der Erfüllung ihres Vertrags. So veröffentlichte das Label den Longplayer ohne jegliche Promotion durch die Sängerin selbst und es mussten alte Bilder für Cover und Booklet verwendet werden. Außerdem enthielt die CD kein neues, für das Album aufgenommene Material.

## Inhalt
Die erste Kompilation der Sängerin umfasst Material von über zehn Jahren der Musikkarriere Brandys, deren erste Single „I Wanna Be Down“ 1994 veröffentlicht wurde. So sind fast alle Singles der bis dato vier Studioalben Brandy, Never Say Never, Full Moon und Afrodisiac enthalten sowie Soundtracks aus den Filmen Warten auf Mr. Right und Set It Off. Während es keinen neuen Song per se gab, enthielt das Album einen zuvor unveröffentlichten Remix ihres Nummer-eins-Hits „The Boy Is Mine“ und Remixe zu den Singles „U Don't Know Me (Like U Used To)“ mit den Rapperinnen Da Brat und Shaunta, „Brokenhearted“ mit dem Sänger Wanyá Morris von Boyz II Men und zu „I Wanna Be Down“ mit den Rapperinnen Queen Latifah, Yo Yo und MC Lyte sowie eine Cover-Version des Michael-Jackson-Klassikers Rock with You, ursprünglich 1995 auf Quincy Jones’ Album Q's Jook Joint mit Rapper Heavy D erschienen. Nicht enthaltene Singles sind kleinere Hits wie „He Is“, „Everything I Do (I Do It for You)“ und „Never Say Never“.

## Kritik
Das Album erzielte generell gute Kritiken, wurde jedoch stets für das fehlende neue Material angeprangert. Auch störte man sich an dem Ungleichgewicht zwischen den Singles aus den 1990er-Alben Brandy und Never Say Never, zehn Titel an der Zahl, und den aus den 2000er-Alben Full Moon und Afrodisiac, lediglich vier Titel. Andy Kellman vom All Music Guide schrieb, dass „die Kompilation, anders als die so vieler ihrer Kollegen, kaum von schwindender Kreativität und Popularität zeugt“.
Sal Cinquemani vom Slant Magazine bezeichnet das Album als „ein Must-Have für Hardcore-Moesha-Fans“ Thomas Inskeep vom Stylus Magazine hielt dem Album seine nostalgische Wirkung zugute. Jeder Song lasse einen an ein Ereignis zu dieser Zeit erinnern.

## Titelliste
Nordamerika-Edition
1. „Baby“ (Edit) (Keith Crouch, Kipper Jones, Rahsaan Patterson) – 4:19
2. „Best Friend“ (K. Crouch, Glenn McKinney) – 4:48
3. „I Wanna Be Down“ (Edit)(K. Crouch, Kipper Jones) – 4:09
4. „Brokenhearted“ (Soulpower Mix) (mit Wanyá Morris) (K. Crouch, K. Jones) – 4:45
5. „Angel in Disguise“ (LaShawn Daniels, Fred Jerkins III, Rodney Jerkins, Isaac Philips, Nycolia Turman, Traci Hale) – 4:48
6. „The Boy Is Mine“ (mit Monica) (Radio Version with intro) (L. Daniels, F. Jerkins III, R. Jerkins, Brandy Norwood) – 4:00
7. „Almost Doesn’t Count“ (Radio Mix) (Shelly Peiken, Guy Roche) – 3:39
8. „Top of the World“ (featuring Ma$e) (R. Jerkins, F. Jerkins III, L. Daniels, T. Hale, I. Phillips, Nycolia Turman, Mason Betha) – 4:41
9. „U Don’t Know Me (Like U Used To)“ (Censored Remix Radio Edit) (featuring Shaunta & Da Brat) (B. Norwood, R. Jerkins, I. Phillips, Paris Davis, Sean Bryant) – 4:00
10. „Have You Ever?“ (Radio Edit) (Diane Warren) – 3:34
11. „Full Moon“ (Mike City) – 3:53
12. „What About Us?“ (B. Norwood, R. Jerkins, L. Daniels, Kenisha Pratt, Nora Payne) – 4:14
13. „Who Is She 2 U“ (Candice Nelson, Tim Mosley, Walter Millsap III) – 4:43
14. „Talk About Our Love“ (featuring Kanye West) (K. West, Harold Lilly) – 3:34
15. „Sittin’ Up in My Room“ (Kenneth „Babyface“ Edmonds) – 4:51
16. „Rock with You“ (Quincy Jones with Brandy & Heavy D) (Rod Temperton) – 4:09
17. „Another Day in Paradise“ (with Ray J) (Phil Collins) – 4:32
18. „I Wanna Be Down“ (Remix; featuring Queen Latifah, Yo Yo & MC Lyte) – 4:16

Internationale Edition
1. „The Boy Is Mine“ (mit Monica) (Radio Version with intro) – 4:00
2. „Top of the World“ (featuring Mase) – 4:41
3. „Another Day in Paradise“ (with Ray J) – 4:32
4. „Who Is She 2 U“ – 4:43
5. „Afrodisiac“ (T. Mosley, I. Phillips, Kenisha Pratt, Kenneth Pratt) – 3:48
6. „Never Say Never“ (B. Norwood, R. Jerkins, I. Phillips, P. Davis, S. Bryant) – 5:09
7. „I Wanna Be Down“ (Remix; featuring Queen Latifah, Yo Yo & MC Lyte) – 4:16
8. „Sittin' up in My Room“ – 4:51
9. „U Don't Know Me (Like U Used To)“ (Censored Remix Radio Edit) (featuring Shaunta & Da Brat) – 4:00
10. „Almost Doesn't Count“ (Radio Mix) – 3:39
11. „Baby“ (Edit) – 4:19
12. „Full Moon“ (Cutfather & Joe Remix) – 3:53
13. „What About Us?“ – 4:14
14. „Talk About Our Love“ (featuring Kanye West) – 3:36
15. „Brokenhearted“ (Soulpower Mix) (featuring Wanyá Morris) – 4:45
16. „Have You Ever“ (Radio Edit) – 3:34
17. „Missing You“ (mit Tamia, Gladys Knight & Chaka Khan) – 4:13
18. „Rock with You“ (Quincy Jones with Brandy & Heavy D) – 4:09

iTunes-Edition
1. „Baby“ (Edit) (Keith Crouch, Kipper Jones, Rahsaan Patterson) – 4:19
2. „Best Friend“ (K. Crouch, Glenn McKinney) – 4:48
3. „I Wanna Be Down“ (Edit)(K. Crouch, Kipper Jones) – 4:09
4. „Brokenhearted“ (Soulpower Mix) (duet with Wanyá Morris) (K. Crouch, K. Jones) – 4:45
5. „Angel in Disguise“ (LaShawn Daniels, Fred Jerkins III, Rodney Jerkins, Isaac Philips, Nycolia Turman, Traci Hale) – 4:48
6. „The Boy Is Mine“ (mit Monica) (Radio Version with intro) (L. Daniels, F. Jerkins III, R. Jerkins, Brandy Norwood) – 4:00
7. „Almost Doesn't Count“ (Radio Mix) (Shelly Peiken, Guy Roche) – 3:39
8. „Top of the World“ (featuring Ma$e) (R. Jerkins, F. Jerkins III, L. Daniels, T. Hale, I. Phillips, Nycolia Turman, Mason Betha) – 4:41
9. „U Don't Know Me (Like U Used To)“ (Censored Remix Radio Edit) (featuring Shaunta & Da Brat) (B. Norwood, R. Jerkins, I. Phillips, Paris Davis, Sean Bryant) – 4:00
10. „Have You Ever?“ (Radio Edit) (Diane Warren) – 3:34
11. „Full Moon“ (Mike City) – 3:53
12. „What About Us?“ (B. Norwood, R. Jerkins, L. Daniels, Kenisha Pratt, Nora Payne) – 4:14
13. „Who Is She 2 U“ (Candice Nelson, Tim Mosley, Walter Millsap III) – 4:43
14. „Talk About Our Love“ (featuring Kanye West) (K. West, Harold Lilly) – 3:34
15. „Another Day in Paradise“ (mit Ray J) (Phil Collins) – 4:32
16. „I Wanna Be Down“ (Remix; featuring Queen Latifah, Yo Yo & MC Lyte) – 4:16
17. „The Boy Is Mine“ (Remix; featuring Shaunta) (L. Daniels, F. Jerkins III, R. Jerkins, Brandy Norwood, Shaunta) – 4:50

## Charts
| Chart (2005)   | Peak position |
| -------------- | ------------- |
| Großbritannien | 24            |
| USA            | 27            |